# Albemarle Corporation
Albemarl korporacija je američka kompanija za proizvodnju specijalizovanih hemikalija sa sedištem u Šarlotu, Severna Karolina. Poseduje 3 divizije: litijum (68,4% prihoda iz 2022), specijalizovana jedinjenja od broma (19,3% prihoda iz 2022.) i katalizatori (12,3% prihoda iz 2022. godine).
Prema podacima iz 2020. godine, Albemarl je bio najveći dobavljač litijumskih baterija za električna vozila na svetu. Albemarl, Sosijedad Kimika i Minera i FMC korporacija zajedno proizvode nešto više od polovine svetskog litijuma i litijumskih proizvoda za skladištenje energije, dok nešto manje od polovine proizvodi Kina.
Albemarl je veliki proizvođač hemikalija otpornih na plamen, sa proizvodnim pogonima u Sjedinjenim Državama, Kini, Holandiji, Belgiji, Nemačkoj, Francuskoj, Austriji i Ujedinjenom Kraljevstvu. Takođe ima liniju antioksidanata i mešavina koje su namenjene povećanju veka skladištenja i stabilnosti goriva i drugih proizvoda za podmazivanje. Njihovi proizvodi se koriste u aplikacijama krute i fleksibilne poliuretanske pene i izradi artikala od amonijum polifosfata, pigmentima za papirne aplikacije, aluminijumskih oksida koji se koriste za usporivače plamena, poliranje, katalizatore i nišne keramičke aplikacije, kao i magnezijum hidroksid koji se uglavnom koristi kao usporivač plamena. Jedan je od najvećih proizvođača katalizatora za hidro preradu (HPC) i katalizatora katalitičkog krekinga (FCC) koji se koriste u industriji prerade nafte. Proizvodne lokacije (osim zajedničkih preduzeća u Brazilu i Japanu) su: Bajport, Teksas i Amsterdam, Holandija. Albemarl takođe proizvodi fine hemikalije i pruža hemijske usluge za farmaceutsku industriju i industriju prirodnih nauka. Odeljenje za alternativne tehnologije goriva učestvuje na tržištu biogoriva, gasa u tečnost i tečnog uglja.
Kompanija je rangirana na 780. mestu na Fortune 1000 spisku na osnovu prihoda u fiskalnoj 2021. godini.

## Spoljašnje veze
- Zvanični veb-sajt